# Champ volcanique de Wells Gray-Clearwater
Le champ volcanique de Wells Gray-Clearwater, aussi appelé groupe Clearwater Cone, en anglais Wells Gray-Clearwater Volcanic Field et Clearwater Cone Group, est un champ volcanique du Canada.

## Géographie

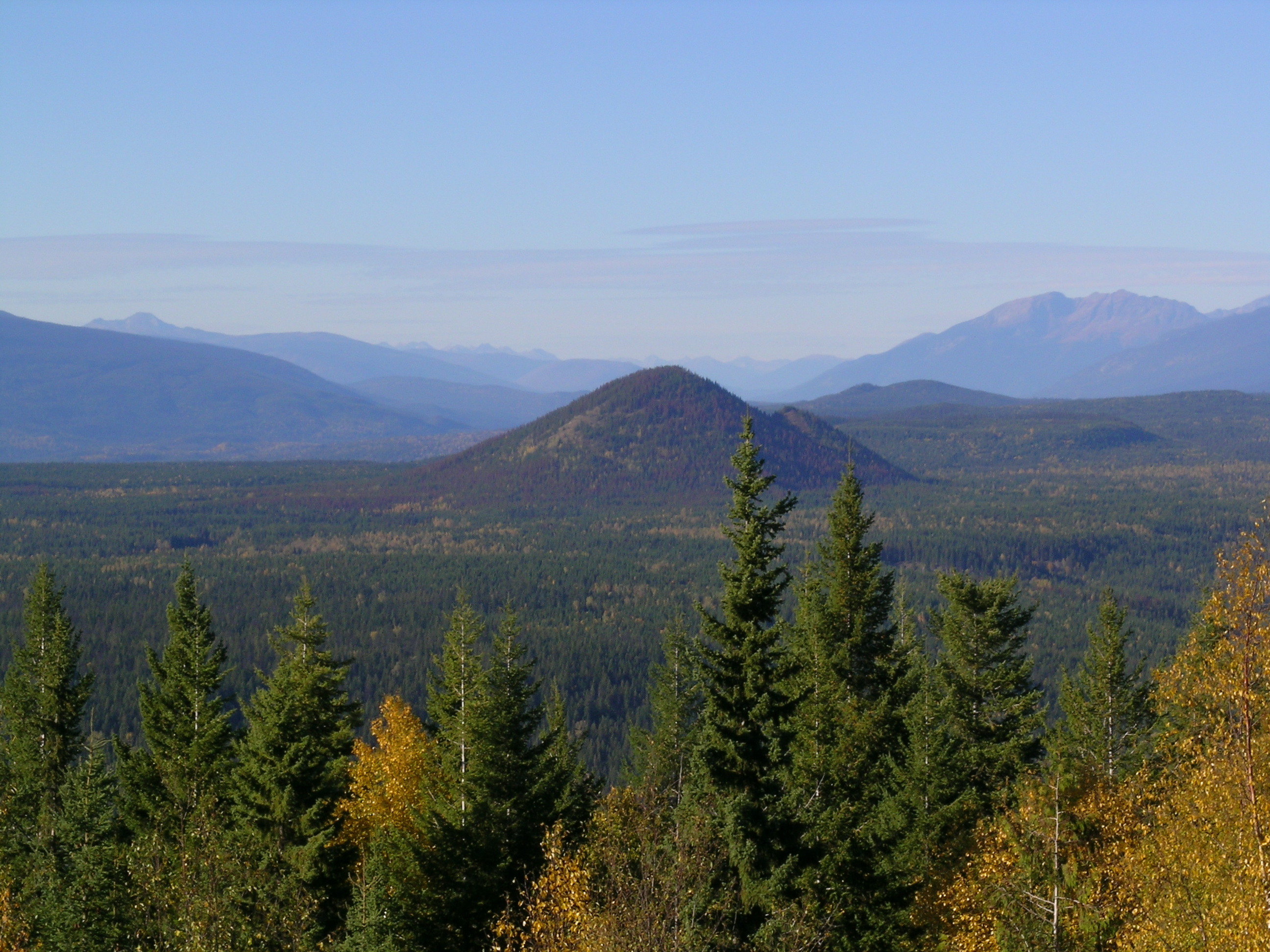
Vue de la Pyramid Mountain.

Le champ volcanique de Wells Gray-Clearwater est situé au Canada, dans le centre-est de la Colombie-Britannique, à une centaine de kilomètres au nord de Kamloops. Il se trouve dans la chaîne Cariboo de la chaîne Columbia et dans le massif Quesnel et le massif Shuswap, au sein du parc provincial Wells Gray.
Il s'agit d'un ensemble de volcans monogéniques constitués de cônes volcaniques, de tuyas et d'une fissure volcanique,. Les laves émises sont des basaltes et forment des coulées de lave.

## Histoire
Le champ volcanique de Wells Gray-Clearwater a commencé à être actif au début du Pliocène. La région étant alors couverte par des glaciers, des tuyas s'édifient en même temps que le plateau basaltique se met en place. Durant l'Holocène, les éruptions produisent des cônes pyroclastiques qui émettent des coulées de lave dont certaines mesurent quatorze kilomètres de longueur. La dernière éruption se serait produite vers 1550 sur le cône Kostal,.

## Géologie

### Période du Pléistocène

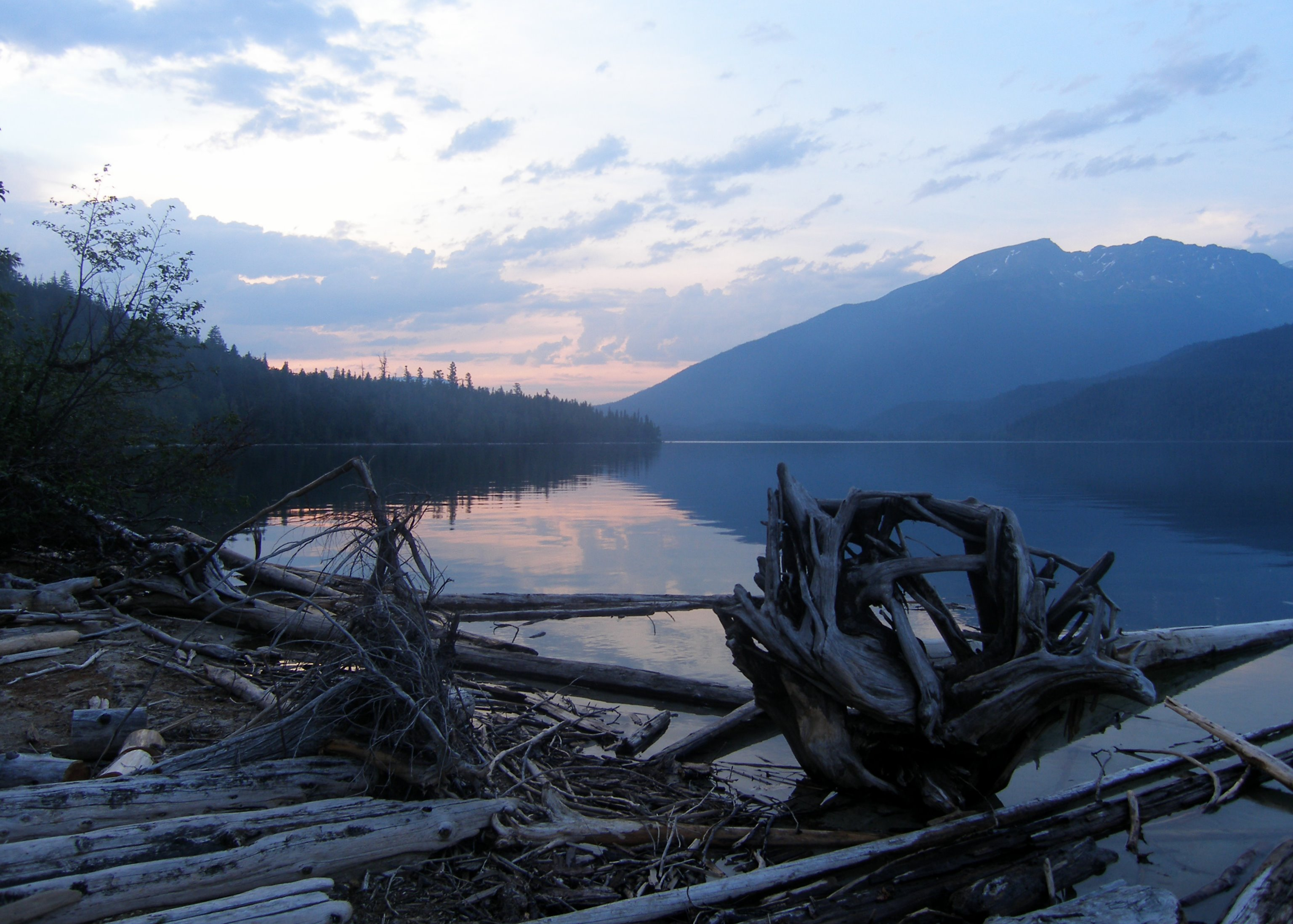
Clearwater Lake, un barrage de lave sur le lac dans le champ volcanique Wells Gray-Clearwater

Avec l'aide de la datation par le carbone 14 et de la datation au potassium-argon, l'activité volcanique du champ volcanique Wells Gray-Clearwater a été évaluée au début de la période du Pléistocène. Il a été créé des vallées et des plateaux. La quantité de lave est estimée à approximativement 25 km3. Les principales coulées de lave ont duré au moins trois périodes de glaciation, preuves qui se sont conservées sous forme de tuyas, dépôts de glace au fond des vallées et buttes sous-glaciaires. Les quelques tuyas de la vallée, tels que Gage Hill, Hyalo Ridge, McLeod Hill and Mosquito Mound, se sont formés lorsque le magma et entré dans des colonnes de glaces. La partie partiellement en fusion a refroidi en un gros bloc, et la gravité a aplati la surface supérieure. L'érosion glaciaire sur les tuyas suggère un éclatement au cours de la première période du Pléistocène.
Au moins un volcan subaquatique explosif s'est formé pendant la période du Pléistocène. Ce volcan, connu sous le nom de White Horse Bluff, est supposé avoir été formé en trois phases. La première phase de l'activité a impliqué de l'eau, probablement endigué par les glaces qui remplissaient la vallée de la Clearwater River. Le volcan a réchauffé l'eau glaciale qui a inondé la cheminée entraînant des explosions de vapeurs brûlantes et de fragments de lave. Une fois que les explosions ont cessé, les fragments de laves brisés se sont déposés dans l'eau des glaciers, créant ainsi la forme peu volcanique de White Horse Bluff qui est principalement constituée de fragments de « verres volcaniques » appelés hyaloclastite. Le volcan a cessé ses éruptions juste après avoir atteint la surface de l'eau glaciale.
D'autres événements volcaniques ont interagi avec les eaux souterraines et le magma formant ainsi de nombreux cratères. Beaucoup de ces cratères ont été remplis d'eau formant ainsi des lacs de cratère. Dans certains endroits glaciaires, des tillites, des graviers et des sables fluviaux sont présents sous de nombreuses coulées de lave qui forment le champ volcanique. Des paléosols sont présents mais extrêmement rares. La glaciation a laissé d'épaisses couches de tillites sur des affleurements de la quasi-totalité des dépôts volcaniques.

### Période de l'Holocène

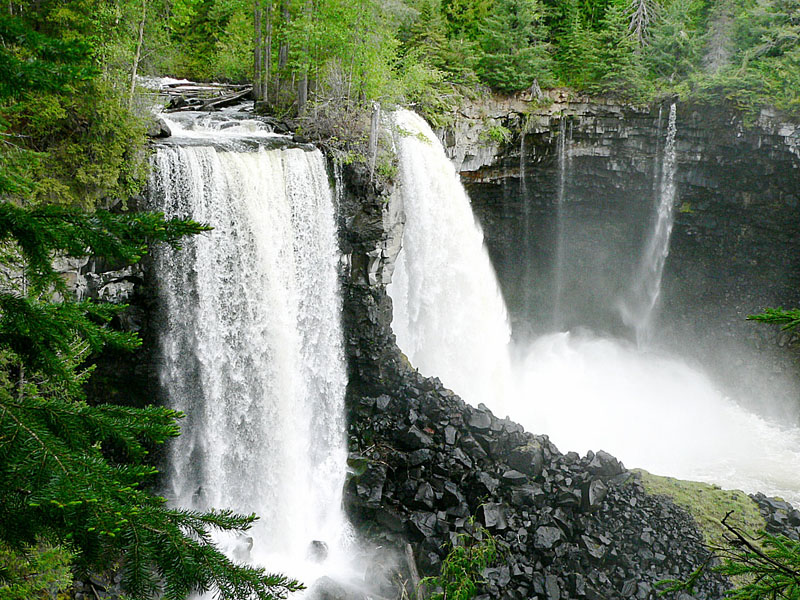
Canim Falls et ses coulées de lave

À la fin de la dernière glaciation, il y a environ 10 000 ans, les inondations massives de la fonte des glaces massive ont sculpté de profonds canyons sur les plateaux de plafonnement des coulées de lave sous-jacentes. La plupart de ces canyons contiennent des rivières et des chutes d'eau, comme la Murtle River, Canim Falls, Spahats Falls et la grande chute (142 m) de Helmcken Falls. La forme des coulées de lave basaltique est verticale en raison de la nature de ce basalte. La lave basaltique rétrécit en se refroidissant et forme des colonnes de roches verticales appelées orgues basaltiques. Plus récemment, l'extrémité sud du champ volcanique a connu une activité volcanique continue depuis la fin de la dernière ère glaciaire. Cette activité volcanique s'est produite dans trois endroits : Spanish Creek, Ray Lake et Kostal Lake qui ont été suivies par éruptions de fontaines de lave qui ont créé des cônes volcaniques et des coulées de lave.
Le volcanisme dans Spanish Creek et dans la région de Ray Lake a été synglacial mais a continué après que les glaciers ont fondu. Deux cônes de cendres, Flourmill Cone et Pointed Stick Cone, ont été créés dans Spanish Creek. Les coulées de lave des deux cônes de cendres se trouvent sur le substratum rocheux glaciaire sans avoir fait intervenir le paléosol, indiquant le début de l'ère de l'Holocène.
Les éruptions près de Ray Lake ont construit un cône de cendre connu sous le nom de Dragon Cone et formé une coulée de ’a’a d'environ 16 km ; son âge a été estimé à environ 7 600 ans à l'aide de la datation par le carbone 14. Cette coulée de lave, connue sous le nom de "Dragon's Tongue", mesure au moins 15 kilomètres d'épaisseur à l'extrémité proximale, mais s'amincit jusqu'à atteindre 3 mètres à l'extrémité distale, endiguant alors l'extrémité sud de Clearwater Lake. Des moulages d'arbres sont maintenus dans la coulée de lave à l'extrémité inférieure de Clearwater Lake.
La dernière éruption volcanique a créé un petit arbre couvert d'un cône de cendres basaltiques à l'extrémité est de Kostal Lake appelé Kostal Cone, il est peut-être aussi récent que 400 ans, ce qui en fait l'un des volcans les plus récents au Canada selon les données de croissance des arbres.

### Origines
Le champ volcanique de Wells Gray-Clearwater a commencé à se former il y a environ 3 500 000 ans et n'a cessé de croître depuis lors. Les causes tectoniques du volcanisme qui ont créé le champ volcanique de Wells Gray-Clearwater ne sont pas encore très claires et font toujours l'objet de recherches. La zone de subduction de la plaque nord-américaine, qui se situe dans la zone de subduction de Cascadia, se trouve à environ 250 km à l'intérieur des terres, sur la ligne nord-sud, en direction de la ceinture volcanique de Garibaldi et le long de la faille de Nootka sur les côtes. Le champ volcanique est principalement constitué de basaltes et d'olivines alcalins, avec des coulées de manteau xénolithiques. Les basaltes du champ volcanique de Wells Gray-Clearwater ont été considérés comme l'émanation la plus orientale de la ceinture volcanique Anahim.

## Sites notables
| Nom                 | Hauteur (m) | Coordonnées           | Type                    | Date de la dernière éruption |
| ------------------- | ----------- | --------------------- | ----------------------- | ---------------------------- |
| Quesnel Lake        | 1292        | 52° 39′ N, 120° 59′ O | Cône volcanique         | Pléistocène                  |
| Kostal Cone         | 1440        | 52° 10′ N, 119° 56′ O | Cône volcanique         | Holocène                     |
| Pillow Creek        | 1829        | 52° 01′ N, 119° 50′ O | Volcan sous-glaciaire   | Pléistocène                  |
| Gage Hill           | 1090        | 52° 03′ N, 120° 01′ O | Tuya                    | Pléistocène                  |
| Dragon Cone         | 1850        | 52° 15′ N, 120° 01′ O | Cône volcanique         | Holocène                     |
| Flourmill Cone      | 1495        | 52° 03′ N, 120° 19′ O | Cône volcanique         | Holocène                     |
| Pointed Stick Cone  | 1820        | 52° 14′ N, 120° 05′ O | Cône volcanique         | Holocène                     |
| Spanish Lake Centre | 1770        | 52° 04′ N, 120° 19′ O | Cône volcanique         | Holocène                     |
| Spanish Bonk        | 1770        | 52° 08′ N, 120° 22′ O | Neck volcanique         | Pléistocène                  |
| Ray Mountain        | 2050        | 52° 14′ N, 120° 07′ O | Butte sous-glaciaire    | Pléistocène                  |
| Spanish Mump        | 1800        | 52° 10′ N, 120° 20′ O | Butte sous-glaciaire    | Pléistocène                  |
| Jack's Jump         | 1895        | 52° 07′ N, 120° 03′ O | Volcan sous-glaciaire   | Pléistocène                  |
| Hyalo Ridge         | 2012        | 52° 07′ N, 120° 22′ O | Tuya                    | Pléistocène                  |
| McLeod Hill         | 1250        | 52° 01′ N, 120° 01′ O | Tuya                    | Pléistocène                  |
| Mosquito Mound      | 1065        | 52° 01′ N, 120° 11′ O | Tuya                    | Pléistocène                  |
| Buck Hill           | 1585        | 51° 05′ N, 119° 59′ O | Cône volcanique         | Pléistocène                  |
| Ida Ridge           | 1981        | 51° 05′ N, 119° 56′ O | Cône volcanique         | Pléistocène                  |
| Fiftytwo Ridge      | 2015        | 51° 56′ N, 119° 53′ O | Volcan sous-glaciaire   | Pléistocène                  |
| Flatiron            | 730         | 51° 53′ N, 120° 03′ O | Affleurement volcanique | Pléistocène                  |
| White Horse Bluff   | 775         | 51° 05′ N, 120° 07′ O | Volcan subaquatique     | Pléistocène                  |
| Pyramid Mountain    | 1095        | 51° 59′ N, 120° 01′ O | Volcan sous-glaciaire   | Pléistocène                  |